# Johannes Christiansen
Johannes Christiansen (* 31. März 1809 in Schleswig; † 19. März 1854 im Herzogtum Holstein) war ein deutscher Rechtsgelehrter und Abgeordneter.

## Biografie
Christiansen besuchte ab 1823 die Domschule Schleswig, an der sein späterer Schwager Georg Beseler ein Mitschüler war. Nach dem  Abitur 1828 immatrikulierte er sich an der Rheinischen Friedrich-Wilhelms-Universität Bonn für  Rechtswissenschaft. Dort lernte er Johann Caspar Bluntschli kennen. Bedeutsam für seine weitere Entwicklung war vor allem die quellenkritische Methode des in Bonn lehrenden Historikers Barthold Georg Niebuhr. Nach seinem Wechsel an die Friedrich-Wilhelms-Universität Berlin (1829) hörte er Vorlesungen von Friedrich Carl von Savigny und anderen Vertretern der Historischen Rechtsschule, aber auch ihres Gegenspielers, des Hegel-Schülers Eduard Gans. 1831 setzte er seine Studien an der heimatlichen Landesuniversität in Kiel fort. Dort legte er 1832 die juristische Staatsprüfung ab und wurde er 1833 zum Doktor der Rechte promoviert. Ab 1834 hielt er als Privatdozent in Kiel Vorlesungen.
1839 heiratete er die englische Kaufmannstochter Louise Sophie Simons. 1843 wurde er außerordentlicher, 1844 ordentlicher Professor in Kiel. Zu seinen Studenten gehörten Theodor Mommsen und der spätromantische Dichter Theodor Storm. 1846/47 beteiligte er sich als Mitglied der Holsteinischen Ständeversammlung am Protest gegen den Offenen Brief des dänischen Königs Christian VIII., der sich gegen die staatsrechtliche Eigenständigkeit der von Dänemark regierten Herzogtümer Schleswig und Holstein richtete. Er gehörte zu der Mehrheit der Abgeordneten, die 1846 für die Selbstauflösung der Ständeversammlung stimmten. Damit verlor er sein Mandat in der Ständeversammlung. Er engagierte sich 1848 in der Schleswig-Holsteinischen Erhebung, in der sein Schwager Wilhelm Beseler die Provisorische Regierung leitete. 1848 wurde er für den Wahlbezirk Holstein 21 (Oldenburg) in die Schleswig-Holsteinische Landesversammlung gewählt.
1850 wurde Christiansen mit Rudolf von Jhering zum außerordentlichen Beisitzer des Oberappellationsgerichts in Kiel ernannt, 1851/52 und 1852/53 war er Rektor der CAU. 1852 noch Dekan der Juristischen Fakultät, erlag er kurz vor seinem 45. Geburtstag einem Nervenleiden.

## Bedeutung
Christiansens Hauptwerk, die Wissenschaft der Römischen Rechtsgeschichte (1838), sorgte wegen seines quellenkritischen Ansatzes für Aufsehen in der Romanistik, unter anderem bei Georg Friedrich Puchta. Insbesondere im Vorwort vertritt er rechtsphilosophische Ansichten, die den Einfluss von Georg Wilhelm Friedrich Hegel vertreten, weshalb er der sogenannten Philosophischen Rechtsschule zugerechnet wird, die sich insbesondere mit der Historischen Rechtsschule kritisch auseinandersetzte. Dem ersten Band folgte aber keine Fortsetzung, zumal sich Christiansen in den vierziger Jahren vor allem künstlerischen Interessen widmete. 1843 veröffentlichte er die Institutionen des Römischen Rechts.